# Opolski Festiwal Skoków 2013
VIII Opolski Festiwal Skoków – zawody lekkoatletyczne, które rozegrano 9 czerwca 2013 w Opolu.
Rozegrane zostały konkursy skoku wzwyż mężczyzn i kobiet.
Sztab organizacyjny zawodów:
- Dyrektor Opolskiego Festiwalu Skoków: Stanisław Olczyk
- Dyrektor Organizacyjny Opolskiego Festiwalu Skoków: Janusz Trzepizur
- Dyrektor Techniczny Opolskiego Festiwalu Skoków: Krystian Michala

## Rezultaty
| Konkurencja:        | 1. miejsce         | Rezultat | 2. miejsce         | Rezultat | 3. miejsce    | Rezultat |
| Skok wzwyż mężczyzn | Mutazz Isa Barszim | 2,33     | Szymon Kiecana     | 2,31 PB  | Iwan Iljiczew | 2,26 PB  |
| Skok wzwyż kobiet   | Kamila Stepaniuk   | 1,99 NR  | Justyna Kasprzycka | 1,95 PB  | Urszula Domel | 1,86     |